# Paco Britto
Marcus Vinicius Britto de Albuquerque Dias (Rio de Janeiro, 4 de junho de 1964) é um empresário e político brasileiro filiado ao Avante.  foi vice-governador do Distrito Federal de 2019 até 2023.

## Biografia
Nascido no Rio de Janeiro em 1964, a história de Marcus Vinícius Britto de Albuquerque Dias – ou simplesmente Paco Britto, como é conhecido desde a infância - em Brasília começou em 1974. Naquele ano, o carioca mudou-se para a capital da República com o avô Flávio Britto, ex-senador do Amazonas. 
Executivo nas áreas de construção e comércio, Paco é graduado em Administração Pública pela Universidade de Ribeirão Preto (Unaerp).

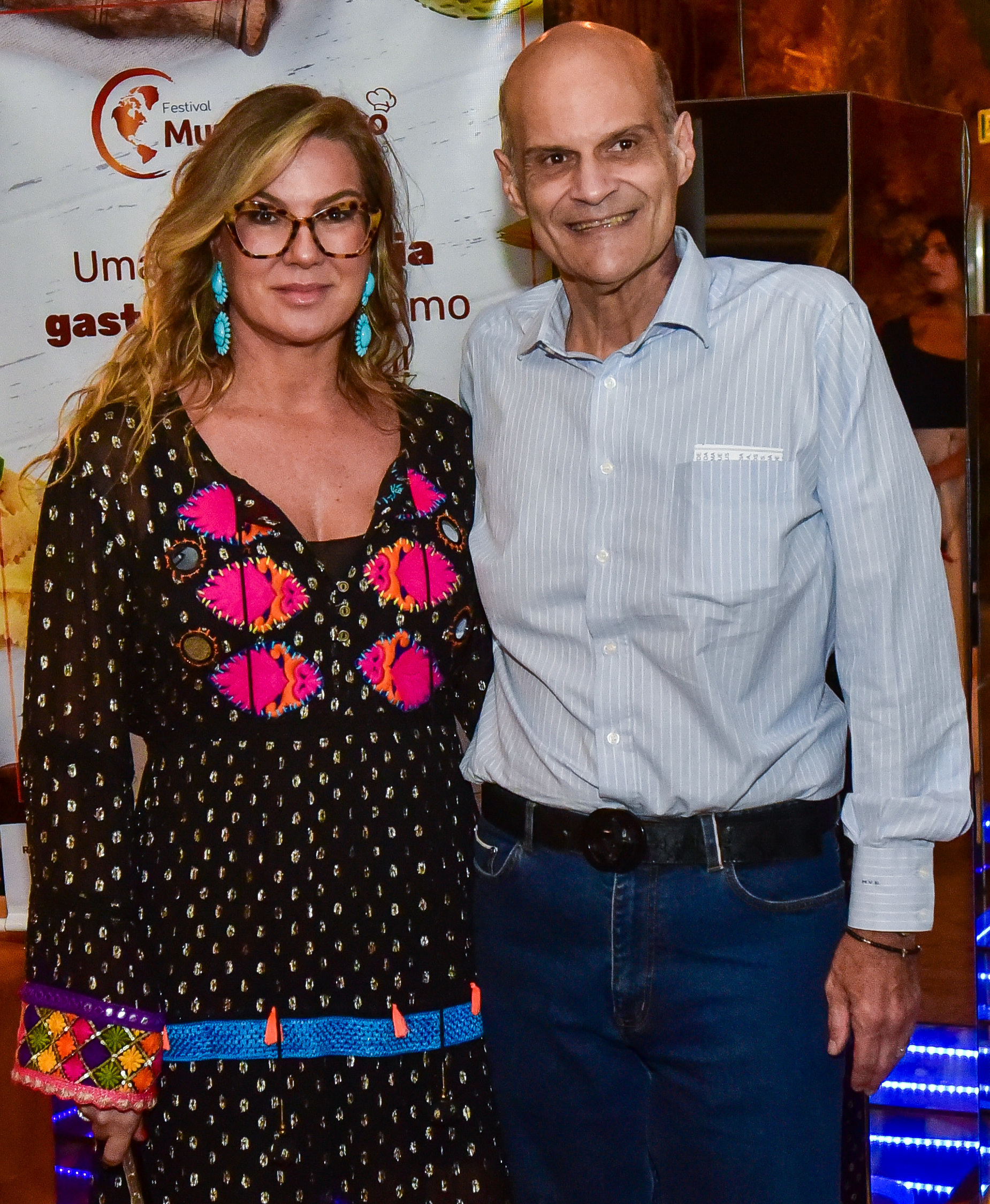
Britto com a esposa Ana Paula Hoff

É casado há 33 anos com a advogada e empresária Ana Paula Hoff, com quem tem três filhos: Catharina, Cristiano e Flávio.

## Carreira
- Executivo nas áreas de construção e comércio.
- Vice-Governador do Distrito Federal, 2019 - Presente.[3] Governo Ibaneis Rocha
- Foi Secretário de Assuntos Institucionais do Distrito Federal durante o governo de Maria de Lourdes Abadia entre 2006 e 2007.
- É o presidente do diretório do Avante no Distrito Federal, ex-Partido Trabalhista do Brasil (PTdoB) desde 2008.
- Coordenador do Governo da Transição do Distrito Federal em 2018.

## Política
Há 12 anos no PTdoB, atual Avante, Paco participou nesse período da articulação para eleger deputados.
Durante o governo de Maria de Lourdes Abadia, entre 2006 e 2007, ele foi secretário Institucional. A nomeação foi um pedido do ex-governador Joaquim Roriz.
Paco foi designado por Ibaneis Rocha como coordenador da equipe de transição do governo.